# Ambystomowate
Ambystomowate, ambystomy, poprzecznozębne (Ambystomatidae) – rodzina płazów z rzędu płazów ogoniastych (Caudata), obejmująca ponad 30 gatunków o zębach ułożonych w rzędy poprzeczne względem długiej osi ciała. W zapisie kopalnym znane z dolnego oligocenu.

## Występowanie
Ambystomowate występują w południowej Kanadzie i na Alasce na południe przez większą część Stanów Zjednoczonych na południowego krańca Wyżyny Meksykańskiej. Większość gatunków zamieszkuje wody stojące.

## Budowa
Płazy zaliczane do tej rodziny mają ciało o dość masywnej budowie i różnorodnym ubarwieniu – u jednych niepozorne, a u innych kontrastowe, ostrzegawcze. Długość ciała poszczególnych gatunków wynosi od 9 cm do 35 cm. Głowa ambystom jest szeroka, oczy małe. U wielu gatunków występują gruczoły przyuszne. Zęby podniebienne znajdują się za nozdrzami wewnętrznymi i są ułożone w kilka rzędów poprzecznych w stosunku do długiej osi ciała, stąd zwyczajowa nazwa poprzecznozębne. Trzony kręgów są dwuwklęsłe, skóra gładka, kończyny dobrze rozwinięte, przednie mają po 4, a tylne po 5 palców, na tułowiu wyraźnie zaznaczone bruzdy międzyżebrowe, ogon bocznie spłaszczony, długi, masywny i wysoki, cienko zakończony.
U niektórych gatunków zaznacza się dymorfizm płciowy. Samce mają większe wargi kloakalne, u godujących samców brak szaty godowej.
Larwy mają skrzela zewnętrzne. U przeobrażonych osobników występują płuca.

## Biologia i ekologia
Gody większości ambystom odbywają się w wodzie, zwykle wiosną. Zapłodnienie wewnętrzne przy pomocy spermatoforów. Jaja składane są do wody (wyjątkiem jest ambystoma paskowana). Rozwój larw trwa od kilku miesięcy do kilku lat. U niektórych gatunków występuje neotenia (półobligatoryjna lub fakultatywna).

## Klasyfikacja
Do ambystom zaliczane były rodzaje Ambystoma, Dicamptodon i Rhyacotriton. Dwa ostatnie podniesiono do rangi odrębnych rodzin Dicamptodontidae i Rhyacotritonidae. Badania kladystyczne nie potwierdziły jednak słuszności wyodrębniania Dicamptodontidae. Obecnie do Ambystomatidae zaliczane są:
- Ambystoma Tschudi, 1838
- Dicamptodon Strauch, 1870